# 大豊 (南詔)
大豊（だいほう）は、南詔の勧利晟の時代に使用された元号。820年 - 823年。

## 西暦との対照表
| 大豊 | 元年  | 2年   | 3年   | 4年   |
| 西暦 | 820年 | 821年 | 822年 | 823年 |
| 干支 | 庚子  | 辛丑  | 壬寅  | 癸卯  |

## 他元号との対照表
| 大豊 | 元年   | 2年    | 3年   | 4年   |
| 唐   | 元和15 | 長慶元 | 長慶2 | 長慶3 |